# Campofranco
Campofranco település Olaszországban, Szicília régióban, Caltanissetta megyében. Lakosainak száma 2656 fő (2023. január 1.). Campofranco Aragona, Casteltermini, Grotte, Sutera és Milena községekkel határos.

## Népesség
A település népességének változása:
| Lakosok száma | 3052 | 2992 | 2656 |
|               | 2017 | 2018 | 2023 |